# Zubogy, Borsod-Abaúj-Zemplén
Zubogy este un sat în districtul Putnok, județul Borsod-Abaúj-Zemplén, Ungaria, având o populație de 579 de locuitori (2011). 

## Demografie
Componența etnică a satului Zubogy
     Maghiari (99,41%)
     Necunoscut (0,59%)
     Alții (0,59%)
Componența confesională a satului Zubogy
     Reformați (61,49%)
     Romano-catolici (12,78%)
     Fără religie (2,42%)
     Greco-catolici (1,38%)
     Necunoscută (21,42%)
     Luterani (0,52%)
Conform recensământului din 2011, satul Zubogy avea 579 de locuitori. Din punct de vedere etnic, majoritatea locuitorilor (99,41%) erau maghiari. Apartenența etnică nu este cunoscută în cazul a 0,59% din locuitori.  Din punct de vedere confesional, majoritatea locuitorilor (61,49%) erau reformați, existând și minorități de romano-catolici (12,78%), persoane fără religie (2,42%) și greco-catolici (1,38%). Pentru 21,42% din locuitori nu este cunoscută apartenența confesională.